# 787 Moskva
787 Moskva è un asteroide della fascia principale del diametro medio di circa 27,51 km. Scoperto nel 1914, presenta un'orbita caratterizzata da un semiasse maggiore pari a 2,5385352 UA e da un'eccentricità di 0,1301510, inclinata di 14,84229° rispetto all'eclittica.
Il suo nome è un omaggio alla città di Mosca, capitale della Russia.